# Saison 1985-1986 du Football Club auscitain
‌
La saison 1985-1986 du Football Club auscitain voit le FC Auch évoluer en groupe B, le second niveau du rugby français.
L'équipe amoindri par le départ de Frédéric Torossian à Béziers (avec qui il remportera la Coupe de France) évolue cette saison encore sous les ordres des entraîneurs Bernard Salam et Pierre Remouneda.
Auch termine 49e club national.

## Les matchs de la saison
Auch termine 3e de son groupe avec 41 points soit 11 victoires, 1 match nul et 6 défaites.
Il se qualifie ainsi pour les barrages (faux seizièmes de finale) où il bat le Stade Clermontois avant d’échouer en huitièmes de finale aller-retour face à Montélimar.

### À domicile
- Auch-Saint-Gaudens
- Auch-Rodez
- Auch-Saint Jean de Luz
- Auch-Aire sur Adour
- Auch-Colomiers
- Auch-Cahors
- Auch-Condom
- Auch-Mauléon 13-3
- Auch-Coarraze Nay

### À l’extérieur
- Saint Gaudens-Auch
- Rodez-Auch
- Saint Jean de Luz-Auch
- Aire sur Adour-Auch
- Colomiers-Auch
- Cahors-Auch
- Condom-Auch
- Mauléon-Auch
- Coarraze Nay-Auch

### Phases finales
- Barrage : Auch-Stade Clermontois 7-3

| 1/8e (match aller-retour) | Résultat |
| ------------------------- | -------- |
| Auch-Montélimar           | 16-15    |
| Montélimar-Auch           | ?        |

## Effectif
- Arrières : Jacques Brunel
- Ailiers : Philippe Lombardo, Vincent Romulus, Philippe Lazartigues
- Centres : Roland Pujo, Patrick Lafferière, Patrick Courbin, Bernard Mouret
- Ouvreurs : Gilles Boué, Jean Tapie
- Demis de mêlée : Serge Milhas
- Troisièmes lignes centres : Patrick Salle-canne, Bernard Laffite
- Troisièmes lignes aile : Henri Nart, Daniel De Inès, Bernard Agut, Louis Charles Régent
- Deuxièmes lignes : Jean-Pierre Dorique
- Talonneurs : Guy Sdrigotti
- Piliers : Lafourcade, Pelissier, Joël Rocca, Olivier Salam

+ Christian Caujolle, Francis Alguerola